# Орден «За гражданские заслуги» (Болгария)
Орден «За гражданские заслуги» (болг. Орден «За гражданска заслуга») — государственная награда Княжества, а 1908 года — Царства Болгарии. Орден был учреждён Указом князя Фердинанда I от 2 августа 1891 года и предназначался для награждения государственных служащих, которые примерной службой или значительными заслугами приобрели право на благодарность Отечества.
Орден «За гражданские заслуги» был восстановлен, с некоторыми изменениями, 13 июня 2003 год и, в настоящее время, является государственной наградой Республики Болгария.

## История
Орден «За гражданские заслуги» имел шесть основных степеней и одну особую степень:
- Великий крест
- Большой крест I степени
- II степень
- III степень
- IV степень
- V степень
- VI степень

Великий крест являлся высшей степенью ордена. Им награждались высокопоставленные болгарские и иностранные деятели.
Существовали также и три степени для награждение служащих-женщин.

## Положение о награде
Ст. 6. 

(1) Орденом «За гражданские заслуги» награждаются болгарские граждане, имеющие большой вклад в развитие и укрепление гражданского общества, в укрепление демократических институтов и прав и свобод человека, за заслуги и вклад в оборону, безопасность и общественный порядок в Болгарии.

## Описание
(2) Орден «За гражданские заслуги» имеет две степени — первую и вторую, с белой лентой цветов болгарского национального флага:
1. первая степень: золотой крест, покрытый белой эмалью, на лицевой стороне в середине креста — золотой лев в круглом медальоне, покрытом красной эмалью, и надпись по кругу: ЗА ГРАЖДАНСКА ЗАСЛУГА (болг. За гражданские заслуги), на обратной стороне креста медальон расцвечен цветами болгарского национального флага и имеет надпись по кругу: РЕПУБЛИКА БЪЛГАРИЯ (болг. Республика Болгария), между сторонами креста — дубовые ветви с желудями; носится на груди;
2. вторая степень: серебряный крест, покрытый белой эмалью, на лицевой стороне в середине креста — серебряный лев в круглом медальоне, покрытом красной эмалью, и надпись по кругу: ЗА ГРАЖДАНСКА ЗАСЛУГА, на обратной стороне креста медальон расцвечен цветами болгарского национального флага и имеет надпись по кругу: РЕПУБЛИКА БЪЛГАРИЯ, между сторонами креста — дубовые ветви с желудями; носится на груди.

## Знаки ордена
|  |  |
|  |  |